# Pierre Gemayel
Pierre Gemayel (en árabe: بيار الجميّل‎; Bikfaya; 6 de noviembre de 1905 - ídem; 29 de agosto de 1984) fue un político libanés, fundador del partido Falanges Libanesas. Ocupó diversos cargos, como Miembro del Parlamento Libanés entre 1960, 1961, 1964, 1968 y nuevamente en 1972, siendo Ministro de Finanzas en 1960, 1961 y 1968, y Ministro de Obras Públicas en 1970.

## Biografía
Nació el 6 de noviembre de 1905, en el seno de una familia maronita en Bikfaya, descendiente de los Gemayel, quienes se destacaron en el Líbano desde el siglo XVI. Su padre Amine Bachir Gemayel, conocido como Abou Ali, fue forzado a abandonar Líbano hacia Egipto, junto con su tío, tras haber sidos sentenciados a muerte en 1914 por oponerse al mandato otomano. Solo pudieron regresar tras el fin de la Primera Guerra Mundial.
Fue educado en una escuela jesuita, y posteriormente estudió Farmacia en la Universidad de San José de Beirut, para luego abrir una en Haifa, Palestina.
Tenía interés en el deporte, específicamente, el fútbol, siendo presidente de la Federación de Fútbol del Líbano entre 1935 y 1939, además de convertirse en el primer árbitro libanés en oficiar internacionalmente. Como capitán de la Selección de fútbol del Líbano, asistió a los Juegos Olímpicos de 1936 en Berlín, Alemania.
Hábil político, de posiciones pragmáticas y numerosas maniobras que lo llevaron a altas esferas del poder, y fundador del Partido Falanges Libanesas en 1936. Controvertido, sobrevivió a varios intentos de asesinato. Fue padre de los también políticos Bashir y Amine Gemayel, ambos electos presidentes del Líbano, y abuelo de Pierre Amine Gemayel.

### Fundación de las Falanges Libanesas
Al regresar al Líbano, inspirado por el movimiento Sokol, la Falange Española y el Partido Fascista Italiano, fundó las Falanges Libanesas el 5 de noviembre de 1936 junto a Charles Helou, Georges Naccache, Shafic Nassif y Emile Yared, como una organización juvenil en respuesta a la fundación del Partido Social Nacionalista Sirio unos años antes, que advocaba por la creación de la "Gran Siria", que absorbería al Líbano, Jordania, Irak y Palestina.
En una entrevista con Robert Fisk, Gemayel aseguró:

Fui capitán del equipo de fútbol libanés y presidente de la federación libanesa de fútbol. Fuimos a los Juegos Olímpicos de 1936 en Berlín. Y vi entonces esta disciplina y orden, y me dije: "¿Por qué no podemos hacer lo mismo en el Líbano?" Entonces, cuando regresamos al Líbano, creamos este movimiento juvenil. Cuando yo estaba en Berlín en ese entonces, el nazismo no tenía la reputación que tiene ahora. ¿Nazismo? En todos los sistemas del mundo, puedes encontrar algo bueno. Pero el nazismo no era nazismo en absoluto. La palabra vino después. En su sistema, vi disciplina. Y nosotros en el Medio Oriente, necesitamos disciplina más que cualquier otra cosa. (Pierre Gemayel)

Se opuso al mandato francés en el Líbano durante los años 1930 y 1940, pujando siempre por un Estado independiente. Fue herido en la cabeza y arrestado por los franceses el 22 de noviembre de 1937, en un intento de disolver al partido a la fuerza. Para 1942, el partido contaba con 24,000 miembros.

#### Crisis de 1958 y avances políticos del partido Falangista
En 1958, las tensiones políticas en el Líbano se agudizan, causando la Crisis (a veces considerada guerra civil) de 1958, en la que las Falanges se arman y participan en apoyo al presidente Camille Chamoun. Esto causa que Gemayel sea considerado un líder para el sector cristiano de derecha en el Líbano. Después del corto conflicto, Gemayel fue nombrado ministro del gabinete en un gobierno de Unidad de cuatro miembros. Dos años más tarde, Gemayel fue elegido miembro del Parlamento, puesto que ocupó por el resto de su vida. En 1958, Gemayel fue nombrado adjunto del entonces primer ministro Rashid Karamé. A fines de la década de 1960, el Partido Falangista ocupaba 9 escaños en el Parlamento, lo que lo convertía en una de las agrupaciones más grandes de aquel órgano político notoriamente fracturado. Aunque sus candidaturas a la presidencia en 1964 y 1970 no tuvieron éxito, Gemayel continuó ocupando cargos en el gabinete de manera intermitente durante el cuarto de siglo restante de su vida. Por ejemplo, fue ministro de Finanzas de 1960 a 1961 y en 1968, y Ministro de Obras Públicas en 1970.

### Guerra civil libanesa
Gemayel se opuso a la presencia de refugiados palestinos en el Líbano tras el Acuerdo de El Cairo, que permitía a las milicias palestinas actuar contra Israel desde el territorio libanés. En 1975, tras un incidente conocido como la "Masacre del Bus", la guerra civil comienza. Las Falanges Libanesas fundan un "Consejo Militar", comandado por William Hawi, a quién tras su fallecimiento en el Sitio de Tel El Zaatar le sigue el hijo de Pierre, Bashir Gemayel.
Gemayel también cambiaría su posición sobre la intervención siria en la guerra civil libanesa de 1975 a 1990. Inicialmente dio la bienvenida a la intervención del lado de los cristianos y contra el Movimiento Nacional Libanés de izquierda, pero pronto se convenció de que Siria estaba ocupando el Líbano por razones propias. En 1976, se unió a otros líderes principalmente cristianos, incluido el expresidente Camille Chamoun, el diplomático Charles Malik y el líder de los Guardianes de los Cedros, Étienne Sakr, para oponerse a los sirios en una coalición llamada "Frente Libanés", comandada por Bashir. En 1978, tras choques con los sirios, se causó la "Guerra de los Cien Días" en Achrafieh, el bastión cristiano en Beirut, donde las Falanges obtuvieron la victoria.

## Últimos años y fallecimiento

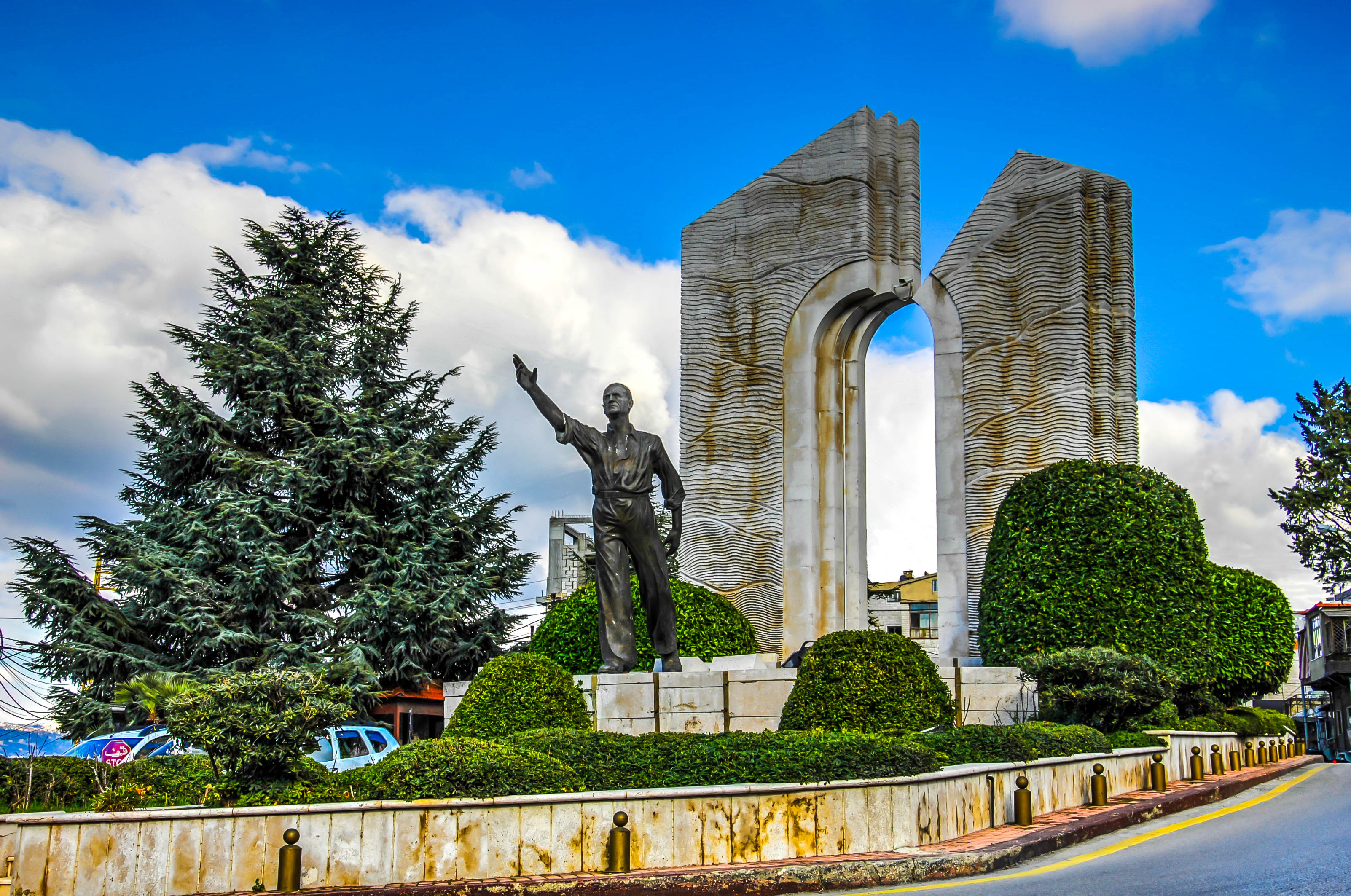
Memorial al líder político Sheikh Pierre Gemayel construido luego de su fallecimiento en 1984.

Gemayel vio a su hijo menor, Bashir, siendo elegido como presidente del Líbano el 23 de agosto de 1982, asesinado nueve días antes de su posesión el 14 de septiembre, con una bomba en los cuarteles del partido en Achrafieh, que fue reemplazado por su hermano, Amine Gemayel, quien fue elegido el 21 de septiembre. El propio Pierre Gemayel inicialmente se mantuvo al margen del gobierno de Amine, pero a principios de 1984, luego de participar en dos conferencias en Ginebra y Lausana, Suiza, destinadas a poner fin a la guerra civil y la ocupación del país por las tropas israelíes en 1982, accedió a servir una vez más en un gabinete de unidad nacional formado por Rashid Karamé en mayo de 1984. Se desempeñó como ministro de salud pública y comunicaciones en el gabinete dirigido por el entonces primer ministro Karamé.
Pierre Gemayel falleció el 29 de agosto de 1984 por un infarto, a la edad de 78 años. Fue enterrado al lado de la tumba de Bashir Gemayel.

## Vida personal
Pierre Gemayel se casó con Geneviève Gemayel en 1934, con quien tuvo seis hijos:
- Jacqueline Gemayel
- Claude Gemayel
- Amine Gemayel
- Arz Gemayel
- Madis Gemayel
- Bashir Gemayel (asesinado en 1982)

Dos de sus nietos fueron asesinados: Amine Assouad, miembro de los "Comandos B.G." de las Falanges Libanesas en la guerra civil, murió por un proyectil de mortero el 19 de abril de 1976; Pierre Amine, Ministro de Industria y líder del Partido Falangista, asesinado el 21 de noviembre del 2006 en Beirut.